# Neoarqueà
El Neoarqueà (del grec neo, ‘nou’, i arché, ‘principi’ o ‘origen’) és el darrer període geològic comprès dins l'Arqueà. Precedeix el Proterozoic i correspon a l'època entre 2.800 i 2.500 milions d'anys enrere. En lloc de basar-se en l'estratigrafia, aquest límit es defineix cronològicament. Durant el període, es van estabilitzar els cratons (la part més antiga de les plaques continentals). Els organismes vius realitzaven una fotosíntesi que produïa oxigen en quantitats creixents.
Els canvis ambientals que es van produir al Neoarqueà, com ara el desenvolupament de les composicions atmosfèriques i del sòl, van diferenciar dràsticament l'època d'altres en el foment dels metabolismes microbians per evolucionar i diversificar-se L'era també podria haver vist molècules orgàniques prebiòtiques portades a la Terra a través de meteorits, cometes o a través de reaccions abiòtiques. El creixement de l'escorça continental juvenil, així com l'aparició de la tectònica de plaques a l'Arqueà, va permetre la colonització d'una varietat més gran de nínxols per part de microorganismes mitjançant l'augment del nombre de tipus de roques presents i, per tant, augmentant la diversitat química de la superfície. Alguns autors assenyalen que els metabolismes van poder prosperar a causa dels canvis en la disponibilitat de certs metalls, mentre que d'altres s'enfrontaven a la fam: un augment del coure present al medi ambient al Neoarqueà probablement va afavorir els metabolismes aeròbics.

## Formació de continents
Durant aquesta època, es proposa que el supercontinent Kenorlàndia es va formar fa uns 2.700 milions d'anys. Kenorlàndia té un interès particular perquè conté dipòsits massius volcànics de sulfur, or i urani que es troben a l'escut canadenc. Amb noves investigacions, la validesa de Kenorlàndia s'ha qüestionat a favor d'altres propostes de supercontinents neoarqueans com ara Superia o Vaalbara. Els coneixements geològics millorats suggereixen que una part de Kenorlàndia, concretament la província de Churchill, va ser en canvi un desenvolupament continental que es va formar després de l'era neoarcaica, Nuna, més a prop de fa 1.900 milions d'anys. Aquest repte per a la reconstrucció es basa en la investigació que estudia la coberta paleoproterozoica del nord de Kenorlàndia, així com la sutura entre els cratons de Rae i Hearne.